# Nikos Anastopoulos
Nikolaos "Nikos" Anastopoulos (grekiska: Νικόλαος "Νίκος" Αναστόπουλος), född 22 januari 1958 i Dafni, är en grekisk fotbollstränare och före detta spelare. Under 1980-talet var han en av Grekiska Superligans bästa spelare och anses som en av de bästa anfallarna i Greklands historia. Med 29 mål så har han gjort flest mål i det grekiska landslaget.

## Spelarkarriär
Nikos Anastopoulos kom till Panionios 1977 och var med när klubben vann Grekiska cupen för första gången 1979. I finalen gjorde han 1-1-målet när AEK Aten besegrades med 3-1. Under nästkommande säsong imponerade han även i Cupvinnarcupen då han gjorde två mål mot Twente, och ett mål mot IFK Göteborg. Anastopoulos öga för mål gjorde till slut att storklubben Olympiakos köpte honom 1980.
I Olympiakos slog Anastopoulos igenom ordentligt och vann skytteligan 1983, 1984, 1986 och 1987. Med sina 29 mål säsongen 1982/1983 kom han tre i Guldskon, endast efter FC Portos Fernando Gomes samt Peter Houtman i Feyenoord. 1987 lämnade han för italienska US Avellino men lämnade efter bara en säsong, utan att ha gjort ett mål i Serie A. Han spelade senare i Panionios, Olympiakos och Ionikos, innan han återigen gick till Olympiakos där han avslutade karriären 1994.
Anastopoulos gjorde debut för Grekland 21 september 1977 och kom att göra 74 landskamper och 29 mål. Han var med i EM 1980, där han gjorde Greklands enda mål i turneringen mot Tjeckoslovakien.

## Tränarkarriär
Efter spelarkarriären sadlade Anastopoulos om till tränare och har haft hand om en mängd olika klubbar i Grekland, bland annat Aris och OFI Kreta. Han har även tagit upp både PAS Giannina och Kavala till den Grekiska Superligan.

## Meriter

### Som spelare
Olympiakos
- Grekiska Superligan: 1980, 1981, 1983, 1987
- Grekiska cupen: 1990, 1992
- Grekiska supercupen: 1992

### Som tränare
PAS Giannina
- Grekiska Fotbollsligan: 2002

Kavala
- Grekiska Fotbollsligan: 2009